# Нікейсько-Царгородський Символ віри

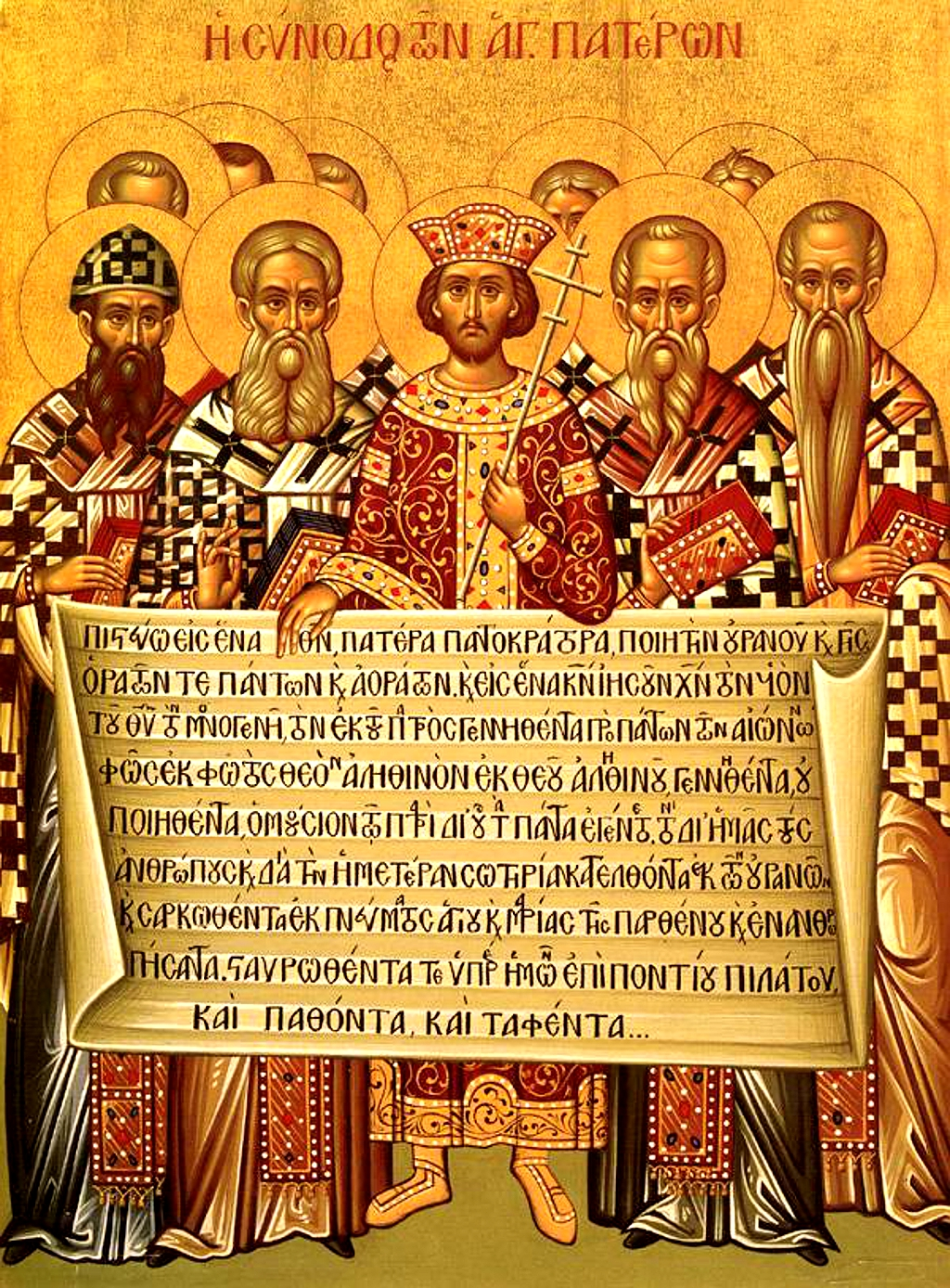
Отці Першого вселенського (Нікейського) собору (325) з текстом Символу Віри (381)

Нікейсько-Царгородський або Нікейсько-Константинопольський Символ віри — уточнений Символ віри (Нікейський) в редакції Другого Вселенського Собору; використовується в богослужінні Православної, Греко-католицької, Римо-католицької, давньосхідних (орієнтальних) християнських Церков, а також більшості протестантських Церков.

## Історія
На Першому Вселенському соборі в Нікеї в 325 році підготували Нікейський Символ віри. В 381 році він був розширений і доповнений Другим Вселенським собором у Константинополі, після чого став називатися Нікейсько-Константинопольським.
Символу віри були присвячені праці багатьох видатних богословів, найвідомішим є трактат Августина Гіппонського. Перше слово латинського тексту символу «Кредо» («Вірую») стало прозивним.
Одним з формальних приводів до розколу Вселенської християнської Церкви на Католицьку і Православну була добавка до Нікео-Царгородського Символу віри філіокве.

## Використання
Нікейсько-Константинопольський символ віри читається (співається) на літургійних богослужіннях в православ'ї (у складі  літургії вірних) і католицизмі (у складі літургії слова). Церква рекомендує залучати до його читання (співу) всіх присутніх. Символ включено до Книги спільних молитов Англіканської церкви.

## Зміст
Включає 12 членів. Стверджує віру:
- В Бога-Отця, Вседержителя і Творця (1-й член);
- В Ісуса Христа — єдиносущного Бога-Сина, предвічно народжуваного від Бога-Отця, який втілився від Діви Марії і Святого Духа, що помер за людей на хресті за Понтія Пілата і воскрес у третій день, вознісся на небеса і має славу, рівну славі Бога-Отця, який прийде вдруге, щоб судити живих і мертвих і запанує навіки;
- В даруючого життя Святого Духа, що говорив через пророків (8-й член);
- В єдину Святу Соборну (кафоличну) Апостольську Церкву (9-й член);
- В очищаюче від гріхів хрещення, здійснене лише одного разу (10-й член);
- У загальне воскресіння мертвих (11-й член) і нове вічне життя (12-й член).

## Текст

### Грецький текст
1. Πιστεύω εἰς ἕνα Θεόν, Πατέρα, παντοκράτορα, ποιητὴν οὐρανοῦ καὶ γῆς, ὁρατῶν τε πάντων καὶ ἀοράτων. 

2. Καὶ εἰς ἕνα Κύριον Ἰησοῦν Χριστόν, τὸν Ὑιὸν τοῦ Θεοῦ τὸν μονογενῆ, τὸν ἐκ τοῦ Πατρὸς γεννηθέντα πρὸ πάντων τῶν αἰώνων · φῶς ἐκ φωτός, Θεὸν ἀληθινὸν ἐκ Θεοῦ ἀληθινοῦ, γεννηθέντα, οὐ ποιηθέντα, ὁμοούσιον τῷ Πατρί, δι οὗ τὰ πάντα ἐγένετο. 

3. Τὸν δι ἡμᾶς τοὺς ἀνθρώπους καὶ διὰ τὴν ἡμετέραν σωτηρίαν κατελθόντα ἐκ τῶν οὐρανῶν καὶ σαρκωθέντα ἐκ Πνεύματος ἁγίου καὶ Μαρίας τῆς Παρθένου καὶ ἐνανθρωπήσαντα. 

4. Σταυρωθέντα τε ὑπὲρ ἡμῶν ἐπὶ Ποντίου Πιλάτου καὶ παθόντα καὶ ταφέντα. 

5. Καὶ ἀναστάντα τῇ τρίτῃ ἡμέρᾳ, κατὰ τὰς Γραφάς. 

6. Καὶ ἀνελθόντα εἰς τοὺς οὐρανοὺς καὶ καθεζόμενον ἐκ δεξιῶν τοῦ Πατρός. 

7. Καὶ πάλιν ἐρχόμενον μετὰ δόξης κρῖναι ζῶντας καὶ νεκρούς, οὗ τῆς βασιλείας οὐκ ἔσται τέλος. 

8. Καὶ εἰς τὸ Πνεῦμα τὸ Ἁγιον, τὸ κύριον, τὸ ζωοποιόν, τὸ ἐκ τοῦ Πατρὸς ἐκπορευόμενον, τὸ σὺν Πατρὶ καὶ Υἱῷ συμπροσκυνούμενον καὶ συνδοξαζόμενον, τὸ λαλῆσαν διὰ τῶν προφητῶν. 

9. Εἰς μίαν, Ἁγίαν, καθολικὴν καὶ ἀποστολικὴν Ἐκκλησίαν. 

10. Ὁμολογῶ ἕν βάπτισμα εἰς ἄφεσιν ἀμαρτιῶν. 

11. Προσδοκῶ ἀνάστασιν νεκρῶν. 

12. Καὶ ζωὴν τοῦ μέλλοντος αἰῶνος. Ἀμήν. 

Наведений текст використовує форми дієслова в першій особі однини, як заведено в богослужбовій практиці Церкви; текст, прийнятий на Соборі, використовував форми першої особи множини (Πιστεύομεν, ὁμολογοῦμεν і т.д.)

### Православний текст
| Текст церковнослов'янською | Транслітерація | Сучасний український текст |
| 1. Вѣ́рꙋю во є҆ди́наго бг҃а ѻ҆ц҃а̀ вседержи́телѧ, творца̀ нб҃ꙋ и҆ землѝ, ви̑димымъ же всѣ̑мъ и҆ неви̑димымъ. 2. И҆ во є҆ди́наго гдⷭ҇а і҆и҃са хрⷭ҇та̀, сн҃а бж҃їѧ, є҆диноро́днаго, и҆́же ѿ ѻ҆ц҃а̀ рожде́ннаго пре́жде всѣ́хъ вѣ̑къ: свѣ́та ѿ свѣ́та, бг҃а и҆́стинна ѿ бг҃а и҆́стинна, рожде́нна, не сотворе́нна, є҆диносꙋ́щна ѻ҆ц҃ꙋ̀, и҆́мже всѧ̑ бы́ша. 3. На́съ ра́ди человѣ̑къ, и҆ на́шегѡ ра́ди сп҃се́нїѧ сше́дшаго съ нб҃съ, и҆ воплоти́вшагосѧ ѿ дх҃а ст҃а и҆ мр҃і́и дв҃ы, и҆ вочл҃вѣ́чшасѧ. 4. Распѧ́таго же за ны̀ при понті́йстѣмъ пїла́тѣ, и҆ страда́вша, и҆ погребе́на. 5. И҆ воскрⷭ҇шаго въ тре́тїй де́нь, по писа́нїємъ. 6. И҆ возше́дшаго на нб҃са̀, и҆ сѣдѧ́ща ѡ҃деснꙋ́ю ѻ҆ц҃а̀. 7. И҆ па́ки грѧдꙋ́щаго со сла́вою сꙋди́ти живы̑мъ и҆ мє́ртвымъ, є҆гѡ́же црⷭ҇твїю не бꙋ́детъ конца̀. 8. И҆ въ дх҃а ст҃а́го, гдⷭ҇а животворѧ́щаго, и҆́же ѿ ѻ҆ц҃а̀ и҆сходѧ́щаго, и҆́же со ѻ҆ц҃е́мъ и҆ сн҃омъ спокланѧ́ема и҆ ссла́вима, глаго́лавшаго прⷪ҇ро́ки. 9. Во є҆ди́нꙋ ст҃ꙋ́ю, собо́рнꙋю и҆ а҆пⷭ҇льскꙋю цр҃ковь. 10. И҆сповѣ́дꙋю є҆ди́но кр҃ще́нїе, во ѡ҃ставле́нїе грѣхѡ́въ. 11. Ча́ю воскрⷭ҇нїѧ ме́ртвыхъ: 12. И҆ жи́зни бꙋ́дꙋщагѡ вѣ́ка. А҆ми́нь. | 1. Вірую во єдинаго Бога Отца, Вседержителя, Творца небу і землі, видимим же всім і невидимим. 2. І во єдинаго Господа Ісуса Христа, Сина Божія, Єдинороднаго, Іже от Отца рожденнаго прежде всіх вік; Світа от Світа, Бога істинна от Бога істинна, рожденна, несотворенна, єдиносущна Отцу, Імже вся биша. 3. Нас ради человік і нашего ради спасенія сшедшаго с небес і воплотившагося от Духа Свята і Марії Діви, і вочеловічшася. 4. Распятаго же за ни при Понтійстім Пилаті, і страдавша, і погребена. 5. І воскресшаго в третій день по Писанієм. 6. І возшедшаго на небеса, і сідяща одесную Отца. 7. І паки грядущаго со славою судити живим і мертвим, Єгоже Царствію не будет конца. 8. І в Духа Святаго, Господа животворящаго, іже от Отца ісходящаго, іже со Отцем і Сином спокланяєма і сславима, глаголавшаго пророки. 9. Во єдину Святую, Соборную і Апостольскую Церков. 10. Ісповідую єдино крещеніє во оставленіє гріхов. 11. Чаю воскресенія мертвих. 12. І жизні будущаго віка. Амінь. | 1. Вірую в Єдиного Бога Отця, Вседержителя, Творця неба і землі, всього видимого і невидимого. 2. І в Єдиного Господа Ісуса Христа, Сина Божого, Єдинородного, що від Отця народився перше всіх віків; Світло від Світла, Бога істинного від Бога істинного, рожденного, несотворенного, єдиносущного з Отцем, що через Нього все сталося. 3. Він для нас, людей, і ради нашого спасіння зійшов з небес, і воплотився від Духа Святого і Марії Діви, і став людиною. 4. І розп’ятий був за нас при Понтії Пілаті, і страждав, і був похований. 5. І воскрес на третій день, за Писанням. 6. І вознісся на небеса, і сидить праворуч Отця. 7. І знову прийде у славі судити живих і мертвих, і Царству Його не буде кінця. 8. І в Духа Святого, Господа Животворчого, що від Отця ісходить, що Йому з Отцем і Сином однакове поклоніння й однакова слава, що говорив через пророків. 9. В Єдину, Святу, Соборну й Апостольську Церкву. 10. Визнаю одне хрещення на відпущення гріхів. 11. Чекаю воскресіння мертвих 12. і життя майбутнього віку. Амінь. |

Дана редакція перекладу на церковнослов'янську мову була прийнята Собором Руської Церкви в 1654 в результаті в основному стилістичної правки ієромонаха Єпіфанія (Славинецького). Правка перекладу зробила наступні уточнення і зміни тексту:
- З другого члена був прибраний був раніше протиставний сполучник «а» у словах про віру в Сина Божого «рожде́на, а не сотворе́на».
- У третьому члені фраза «воплотившагося от Духа Свята і Марії Діви, вочеловічшася» замінена на «воплотившагося от Духа Свята і Марії Діви, і вочеловічшася».
- У сьомому члені формулювання «Єго́же Ца́рствію ність конца́» було замінене на «Єго́же Ца́рствію не бу́дет конца́».
- У восьмому члені було виключено слово «істиннаго» з фрази «І в Ду́ха Свя́таго, Го́спода істиннаго і животворя́щаго».
- В одинадцятому члені «ме́ртвим» було виправлено на «ме́ртвих»; внесено ще кілька інших незначних коректив.

Частиною Руської Церкви новий переклад Символу Віри, зроблений в ході реформ патріарха Никона, були сприйнятий як зазіхання на основи віри (див. старообрядництво).

### Католицький текст

#### Латинський католицький текст
1. Credo in unum Deum. Patrem omnipoténtem, factórem cœli et terræ, visibílium ómnium et invisibílium.
2. Et in unum Dóminum Iesum Christum, Fílium Dei unigénitum. Et ex Patre natum ante ómnia sǽcula. Deum de Deo, lumen de lúmine, Deum verum de Deo vero. Génitum, non factum, consubstantiálem Patri: per quem ómnia facta sunt.
3. Qui propter nos hómines et propter nostram salútem descéndit de cœlis. (Hic genuflecitur) Et incarnátus est de Spíritu Sancto ex María Vírgine: Et homo factus est.
4. Crucifíxus étiam pro nobis: sub Póntio Piláto passus, et sepúltus est.
5. Et resurréxit tértia die, secúndum Scriptúras.
6. Et ascéndit in cœlum: sedet ad déxteram Patris.
7. Et íterum ventúrus est cum glória iudicáre vivos et mórtuos: cuius regni non erit finis.
8. Et in Spíritum Sanctum, Dóminum et vivificántem: qui ex Patre Filióque procédit. Qui cum Patre et Fílio simul adorátur et conglorificátur: qui locútus est per Prophétas.
9. Et unam sanctam cathólicam et apostolicam Ecclésiam.
10. Confíteor unum baptísma in remissiónem peccatórum.
11. Et expécto resurrectiónem mortuórum.
12. † Et vitam ventúri sǽculi. Amen.

#### Український католицький текст зFilioque
| РКЦ | УГКЦ |
| --- | --- |
| 1. Вірую в Єдиного Бога Отця, Вседержителя, Творця неба і землі і всього видимого і невидимого. 2. І в єдиного Господа Ісуса Христа, Сина Божого, єдинородного, від Отця народженого перед усіма віками. Бога від Бога. Світло від світла, Бога істинного від Бога істинного, рожденного, нестворенного, єдиносущного з Отцем, що через Нього все сталося. 3. Він задля нас людей і нашого ради спасіння зійшов із небес, і воплотився з Духа Святого і Марії Діви, і став чоловіком. 4. І був розп'ятий за нас за Понтія Пилата, і страждав, і був похований. 5. І воскрес у третій день, згідно з Писанням. 6. І вознісся на небо, і сидить праворуч Отця. 7. І вдруге прийде зі славою судити живих і мертвих, а Його Царству не буде кінця. 8. І в Духа Святого, Господа животворного, що від Отця і Сина ісходить, що з Отцем і Сином рівнопоклоняємий і рівнославимий, що говорив через пророків. 9. В єдину, Святу Вселенську й Апостольську Церкву, 10. ісповідую одне хрещення на відпущення гріхів. 11. Очікую воскресіння мертвих 12. і життя майбутнього віку. Амінь. | 1. Вірую в єдиного Бога Отця, Вседержителя, творця неба і землі, і всього видимого і невидимого. 2. І в єдиного Господа Ісуса Христа, Сина Божого, єдинородного, від Отця родженого перед усіма віками. Світло від світла, Бога істинного від Бога істинного, родженого, несотвореного, єдиносущного з Отцем, що через Нього все сталося. 3. Він задля нас людей і нашого ради спасіння зійшов із небес, і воплотився з Духа Святого і Марії Діви, і став чоловіком. 4. І був розп’ятий за нас за Понтія Пилата, і страждав, і був похований. 5. І воскрес у третій день, згідно з Писанням. 6. І вознісся на небо, і сидить праворуч Отця. 7. І вдруге прийде зі славою судити живих і мертвих, а Його царству не буде кінця. 8. І в Духа Святого, Господа животворящого, що від Отця [і Сина] ісходить, що з Отцем і Сином рівнопокланяємий і рівнославимий, що говорив через пророків. 9. В єдину, святу, соборну й апостольську Церкву. 10. Ісповідую одне хрещення на відпущення гріхів. 11. Очікую воскресіння мертвих 12. і життя майбутнього віку. Амінь. |